# Аквадауцано (Катанцаро)
Аквадауцано (итал. Acquadauzano) је насеље у Италији у округу Катанцаро, региону Калабрија.
Према процени из 2011. у насељу је живело 333 становника. Насеље се налази на надморској висини од 701 м.